# Ponte da Ribeira de Cobres
A Ponte de Ribeira de Cobres, ou Ponte antiga sobre a ribeira de Cobres, é uma ponte medieval construída sobre a ribeira de Cobres, localizada na União das Freguesias de Almodôvar e Graça dos Padrões, município de Almodôvar, no distrito de Beja. A ponte foi provavelmente construída nos séculos XII ou XIII.

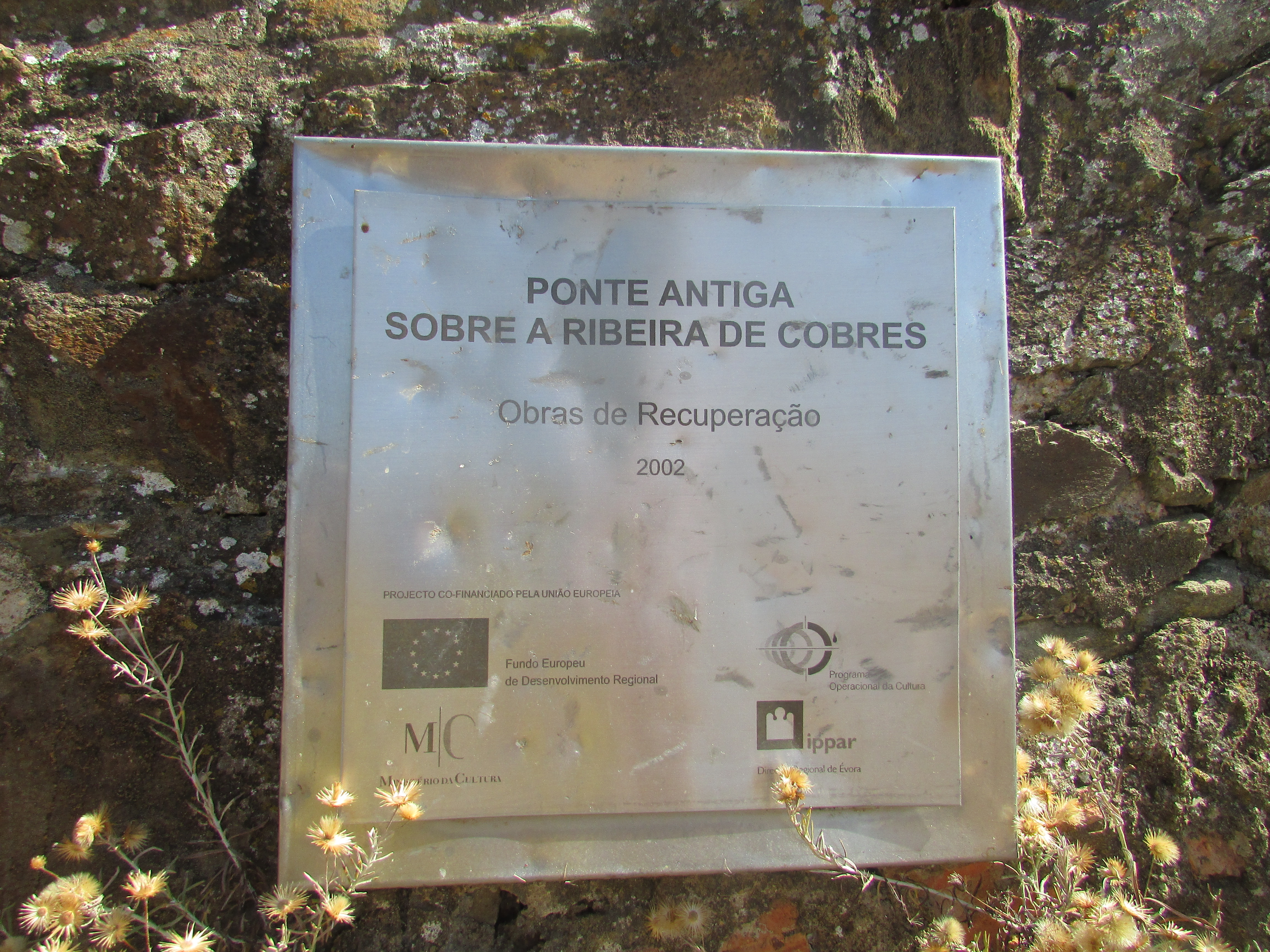
Placa comemorativa das obras de restauro, em 2002.

## Descrição e história
Situa-se na área oriental da vila, no sentido de Mértola, e nas imediações da Estrada Nacional 2. Consiste numa ponte com tabuleiro em cavalete pronunciado, sobre três arcos de volta perfeita, de tipologia românica. Os arcos são de largura variável entre os 2,3 m e 2,65 m, sendo a distância entre o primeiro e segundo arco de 3,33 m, enquanto que entre o segundo e o terceiro é de 1,10 m. A parte visível da ponte tem um cumprimento de 35,200 m, sendo a largura interna de 2,40 m. A ponte em si é de alvenaria de xisto, com os arcos em tijolo. Cada pilar tem dois talhamares de dimensões distintas, sendo os virados a nascente ligeiramente maiores.
A ponte foi construída durante a época medieval, provavelmente nos séculos XII ou XIII. Poderá ter substituído uma estrutura anterior, de construção romana, que seria parte das importantes estradas entre Beja e a região do Algarve. Segundo os registos das Inquirições de 1375 «que avia hij [em Almodôvar] el rey huum ferreieall que jaz caminho do Algarue aalem da vila a par do poço». Este poço, conhecido como Poço do Sacoto, sobreviveu até à época contemporânea. Em 1758 era a única ponte que passava a ribeira de Cobres. Ao longo da sua história foi por diversas vezes alvo de obras de reconstrução, e em 1973 foi reparada pela Câmara Municipal de Almodôvar, depois de ter sido atingida por temporais.
Foi substituída por uma ponte nova, situada nas imediações, que transporta a Estrada Nacional 267.
Foi classificada como Imóvel de Interesse Público pelo Decreto n.º 28/82, de 26 de Fevereiro. Está inserida no itinerário cultural Pontes Históricas do Alentejo.

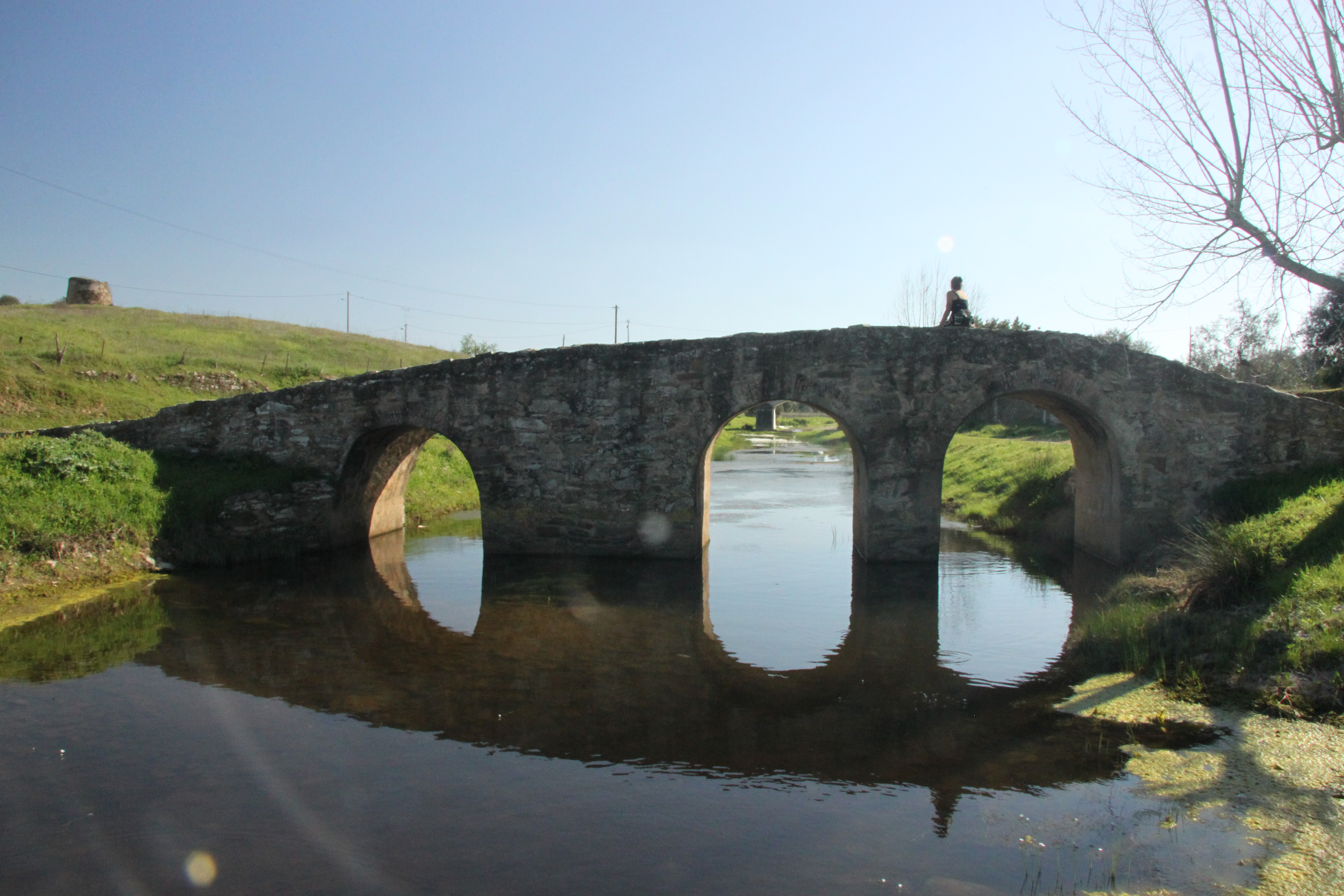
Vista da ponte em Março de 2014.